# Västra Svarttjärnet (Järnskogs socken, Värmland)
Västra Svarttjärnet är en sjö i Eda kommun i Värmland och ingår i Göta älvs huvudavrinningsområde. Sjöns area är 0,023 kvadratkilometer och den befinner sig 324 meter över havet.